# Chine Thybaud
Chine Thybaud, née le 18 octobre 1997, est une actrice française de cinéma et de télévision.
Elle est surtout connue pour avoir tenu le rôle principal de la série Lycée Toulouse-Lautrec, une série télévisée franco-belge qui a obtenu le prix de la meilleure série au Festival de la fiction TV de La Rochelle 2022.

## Biographie
Initialement, Chine Thybaud ne se destine pas particulièrement à être actrice : alors qu'elle est étudiante en sciences politiques à l'Université Paris-Dauphine, elle est remarquée par l'actrice et réalisatrice Mélissa Drigeard et est choisie pour jouer dans son film Tout nous sourit, une comédie familiale destinée au cinéma dans laquelle elle joue la fille d'Elsa Zylberstein et Stéphane De Groodt,,,,.
Elle rejoint ensuite l'agence UBBA et est choisie en 2021 pour jouer un des rôles principaux dans la série Netflix Endless Night, l'histoire d'une bande d'adolescents qui deviennent accros à un médicament leur permettant de traiter leurs troubles du sommeil,,,,,.
En 2022, Chine Thybaud joue dans un épisode de la saison 6 de la série télévisée Tandem, aux côtés d'Astrid Veillon et de Stéphane Blancafort.
Toujours en 2022, elle auditionne pour Lycée Toulouse-Lautrec, une série télévisée franco-belge avec Stéphane De Groodt et Valérie Karsenti qui est récompensée du prix de la meilleure série au Festival de la fiction TV de La Rochelle 2022,,,,. Mais, comme elle le précise lors du festival à Noémie Jadoulle, de la RTBF, elle n'auditionne initialement pas pour le rôle de Victoire mais pour celui de Roxana, un rôle secondaire finalement attribué à Aminthe Audiard : « Ils m'ont rappelé un mois plus tard pour que j'auditionne pour le rôle de Victoire. J'y suis allée sans trop me poser de questions. Je n'avais pas encore lu le scénario complet, on m'avait juste envoyé quelques scènes. Je ne savais pas que c'était le rôle principal de la série, donc j'y suis allée plutôt détente ». À la lecture des deux premiers épisodes, l'actrice éprouve quelques doutes : « J'ai réalisé que ce n'était pas une comédie, mais bien une dramédie, donc avec des émotions que je n'avais jamais jouées ». Chine Thybaud confie à la RTBF n'avoir pas eu besoin d'un temps d'adaptation pour le tournage de cette série : « Ma belle-mère a un grand frère en situation de handicap moteur, donc cette espèce de mini-malaise que tous les êtres humains ont quand ils rencontrent de la différence pour la première fois, je ne l'ai pas eu »,.
Pendant le tournage de la série Lycée Toulouse-Lautrec, Chine Thybaud passe le concours d'entrée à l'école normale supérieure, où elle est reçue dans le master en partenariat avec l'Institut national de l'audiovisuel (INA), en conception et réalisation de documentaires.

## Filmographie

### Cinéma
- 2020 : Tout nous sourit de Mélissa Drigeard : Juliette Pottier[2],[1],[3],[4],[5],[7]

### Télévision

#### Séries télévisées
- 2022 : Tandem (saison 6, épisode 9) : Tina Dumont[7]

- 2022 : Endless Night de David Perrault : Pauline[2],[1],[3],[4],[5],[6],[7]

- 2023-2024 : Lycée Toulouse-Lautrec de Fanny Riedberger, Nicolas Cuche et Stéphanie Murat : Victoire[1],[3],[5],[8],[7]